# Diploclisia affinis
Diploclisia affinis là một loài thực vật có hoa trong họ Biển bức cát. Loài này được (Oliv.) Diels mô tả khoa học đầu tiên năm 1910.